# Wu Shaoxiang
Wu Shaoxiang (chinesisch 吳少湘, * 1957 in der Provinz Jiangxi, China) ist ein chinesischer Künstler mit österreichischer Staatsbürgerschaft, der in Berlin, Kärnten und Peking lebt.

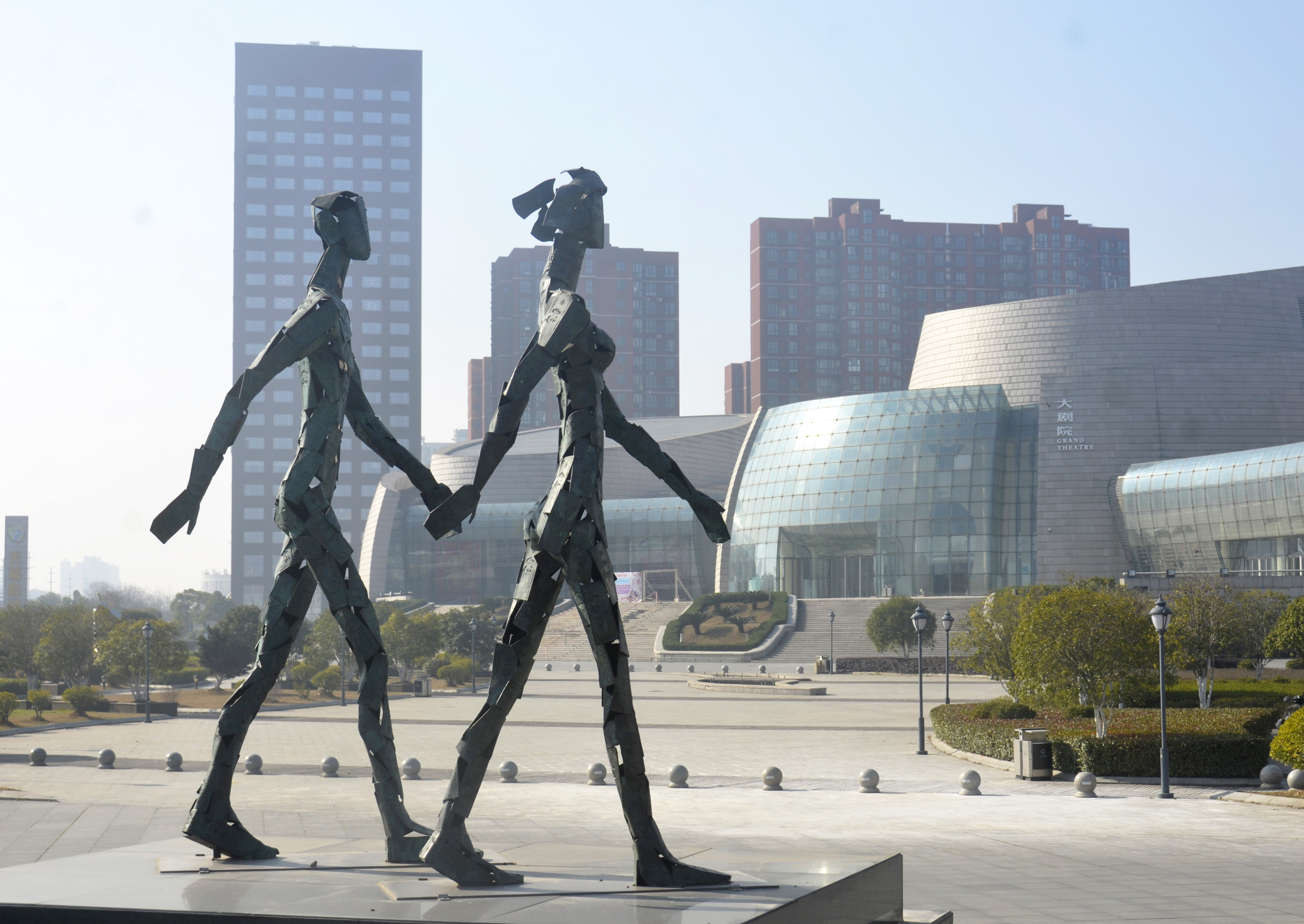
Walking Wealth, 2009, Bronze, 200 cm, Jiang Xi Art Museum Sammlung, Nanchang, China

## Leben
Wu Shaoxiang wurde 1957 in der Provinz Jiangxi geboren. Von 1969 bis 1978 durfte er die Schule nicht besuchen und arbeitete als Bauer, Maurer und Flößer. Er studierte von 1978 bis 1982 Bildhauerei am Jingdezhen Ceramic Institute, anschließend bei Zhen Ke an der China Central Academy of Arts and Design in Peking.
Ende der achtziger Jahre war er Mitglied der chinesischen Avantgardebewegung „New Wave Art“. Der Sinn hinter dieser neuen Gruppe war eine Überprüfung der Tradition angesichts des immer stärker werdenden Einflusses der westlichen Kultur in China und die Durchführung mutiger Experimente, um die chinesische Kunst in die moderne Welt zu führen. 1988 organisierte das chinesische Nationalmuseum seine erste große Personale und im selben Jahr konnte er als erster moderner chinesischer Künstler seine Skulptur „Meditation“ im öffentlichen Raum in Europa platzieren. 1987 graduierte er an der China Central Academy of Arts and Design in Peking und lehrte an selbiger Akademie, bis er 1989 als Verfechter der Demokratiebewegung seine Heimat verlassen musste. Am 6. Juni 1989, zwei Tage nach dem Massaker auf dem „Platz des Himmlischen Friedens“, konnte er mit Hilfe der österreichischen Botschaft China verlassen. Wu Shaoxiang ließ sich in Österreich mit seiner Frau Jiang Shuo, die ebenso Bildhauerin ist, und ihrem Sohn nieder. 1991 schuf er „Apple“, seine erste Skulptur, die vollständig aus Münzen besteht. Sie wurde 1995 ins Guinness-Buch der Rekorde aufgenommen und befindet sich heute in der Österreichischen Nationalbank. Wu Shaoxiang erlangte 1993 die österreichische Staatsbürgerschaft und veröffentlichte im selben Jahr ein Buch über seine, seit seiner Ankunft in Europa hergestellten Skulpturen. Wu Shaoxiang stellte in dieser Zeit in Europa und Asien aus. 1996 baute Wu Shaoxiang mit seiner Frau Jiang Shuo ein neues Atelier in Ebental (Kärnten) und schrieb seine Autobiographie „Im Schatten der Sonne“. 2006 richtete Wu Shaoxiang ein Studio in Peking ein und veröffentlichte das Buch „Art of Sculpture“, das zum Lehrbuch für alle chinesischen Universitäten wird. Wu Shaoxiang ist ab 2008 Gastprofessor an der Akademie der bildenden Künste der Fu Dan University in Shanghai. Aufgrund seiner steigenden Beliebtheit erfolgte 2012 die Eröffnung eines Ateliers in Berlin. Ab 2017 ist er Gastprofessor an der Tianjin Academy of Fine Arts. Alternierend lebt Wu Shaoxiang heute in Österreich, Berlin und Peking.

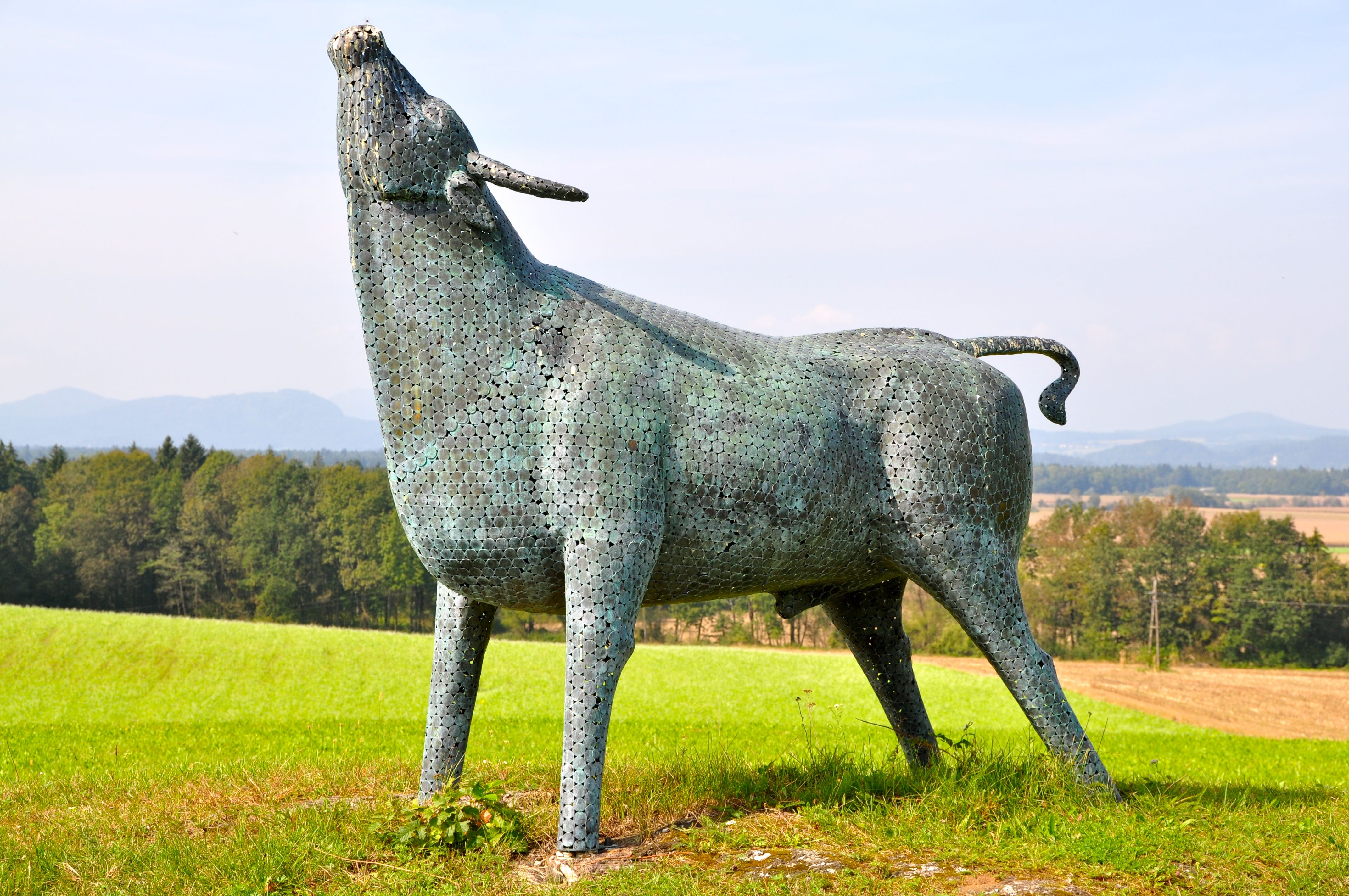
Stier aus Münzen, Pakein, Grafenstein, Kärnten, Österreich

## Werk
Bevor Wu Shaoxiang 1989 China verließ, war er bereits in chinesischen Kunstkreisen bekannt. Im Rahmen der New-Wave-Art-Bewegung war er einer der Avantgarde-Künstler, die die zeitgenössischen Impulse der globalen Kunstwelt aufspürten und die chinesische Kunst internationalisierten. Wu war in seinen skulpturalen Arbeiten ein leidenschaftlicher Befürworter moderner Konzepte. Seine weiblichen abstrakten Körperskulpturen aus dieser Zeit lösten sich vom konventionellen und konservativen Stil. Diese Arbeiten schlugen ein neues Kapitel in der modernen chinesischen Kunstgeschichte auf. Wus Inspirationen waren damals sowohl Brâncuși und Arp als auch Duchamp mit seinen ironischen Skulpturen. Mit allen diesen Zutaten vermittelten seine Skulpturen eine eher obskure, aber tiefgründige Botschaft, die in den Achtzigerjahren von seinen Kollegen noch nicht wirklich geschätzt wurde. Ihnen war plakative Gesellschaftskritik oder Überlegungen, wie sie die moderne Kunstsprache dekonstruieren könnten, wichtiger.
Nach dem 4. Juni 1989 (Tian’anmen-Massaker) zog Wu mit seiner Familie nach Österreich. Als ein chinesischer Künstler, der zu Beginn in einem fremden Land kämpfte und Zeuge der Globalisierung der Welt und ihrer Auswirkungen auf die Welt der Kunst war, stand Wu unausweichlich vor einem Scheideweg. Als Postmodernist musste er seine „Tradition“ dekonstruieren oder die „Tradition“ seiner künstlerischen Erziehung neu interpretieren. Wu wählte die bekannte historische Meisterwerke der westlichen Kunst aus, um die Themen seiner metaphorischen Botschaften auszudrücken. Wu kommentierte sein Ausgangsmaterial – Münzen und später Banknoten – mit den folgenden Worten: „Erfindungen können Menschen von körperlichen Einschränkungen befreien, führen aber auch zu unerwarteten neuen Einschränkungen. Währung ist so: Sie wurde erfunden, um den Warenaustausch zu erleichtern, aber sie kam zurück, um das Verhalten und den Verstand der Menschen am Ende zu dominieren. Münzen als eine Art normales Material wie Stein, Holz oder Metall können zur Herstellung von Skulpturen verwendet werden.“ Die Idee des „Geldes“, veranschaulicht durch die von ihm verwendeten Münzen und Banknoten, ist in seinem Kopf unvereinbar mit dem tatsächlichen Wert der Kunst. Die genaue Interpretation seiner Werke ist jedoch immer noch unklar und unscharf. In der Geschichte der Skulptur ist er der Erste, der Münzen exklusiv und beharrlich zur Herstellung von Skulpturen verwendet. Wus Werke gehen über die traditionelle Definition von Skulptur hinaus. Das in seiner Kunst verwendete Rohmaterial ist nicht nur ein wesentlicher Bestandteil seiner Arbeitssubstanz, sondern auch eine Kunstform in sich.

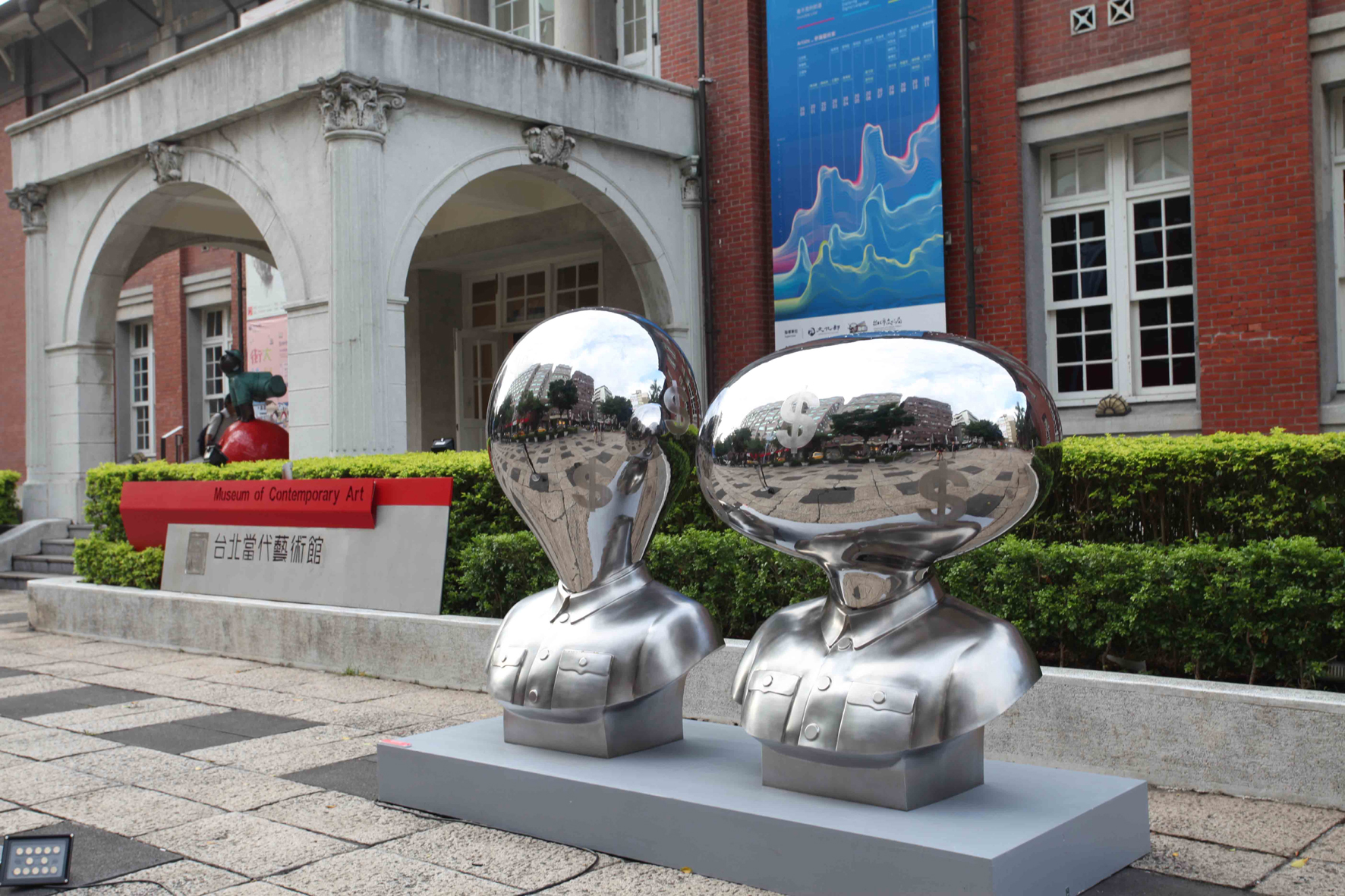
King and Queen, 2010, Edelstahl, 150 × 231 × 80 cm, Museum für Zeitgenössische Kunst Taipeh, Taiwan

## Einzelausstellungen
- Time Meteorite: Wu Shaoxiang Sculpture Works, Art Tianjin, Beijing Park, Tianjin, Volksrepublik China, 2017
- Wu Shaoxiang, 30 years Exploration on the Art of Sculpture, Jiangxi Art Museum, Nanchang, Volksrepublik China, 2016
- Desire Scenery – Retrospective, Tianjin Academy of Fine Arts, Volksrepublik China, 2015
- Desire Scenery – Retrospective, Today Art Museum, Peking, Volksrepublik China, 2015

- Unsichtbare Hand, gemeinsam mit Jiang Shuo, Linda Art Centre, 798, Peking, Volksrepublik China, 2015[12]
- Dolls and Masks, Indonesisches Nationalmuseum, Jakarta, Indonesien, 2014
- Dolls and Masks, gemeinsam mit Jiang Shuo, Museum of Contemporary Art, Singapur, 2014
- Going for The Money, gemeinsam mit Jiang Shuo, Plum Blossoms Gallery, Hong Kong, 2014
- Red VS Green, gemeinsam mit Jiang Shuo, Werner Berg Museum, Bleiburg,Österreich, 2014
- Camouflage, gemeinsam mit Jiang Shuo, Plum Blossoms Gallery, Hongkong, 2013
- Going Forward! Going for Money!, Museum of Contemporary Art, Taipei, Taiwan, 2012
- Sculpture from China, Marsvinsholms skulpturpark, Schweden, 2011
- This Land so rich in Beauty, Plum Blossoms Gallery, Hongkong, 2011
- Going Forward! Going for Money!, gemeinsam mit Jiang Shuo, Museum of Contemporary Art, Singapur, 2010
- New Age Cadre, White 8 Gallery, Wien, Österreich, 2010[13]
- Tao Hua yuan, 798 Linda Gallery, Peking, Volksrepublik China, 2009
- Paradise Fruits, Art Seasons, Zurich, Schweiz, 2008[14]
- Walking Wealth, Plum Blossoms Gallery, Hongkong, 2008
- Jiang Shuo and Wu Shaoxiang Exhibition at Songzhuang Museum, Peking, Volksrepublik China, 2007
- Chase, Linda Gallery, Singapur, 2006
- Chase, Linda Gallery, Jakarta, Indonesien, 2006
- Sculptures and Paintings, Schloss Gabelhofen, Fohnsdorf, Österreich, 2003
- Coining MoMA, Plum Blossoms Gallery, New York City, Vereinigte Staaten, 2001
- Wu Shaoxiang and Jiang Shuo, Schloss Wolfsberg, Wolfsberg, Österreich, 2001
- Coining, AAI Gallery, Wien, Österreich, 2001
- Sculptures and Paintings, Gallery Synarte, Klagenfurt, Österreich, 2000
- Wu Shaoxiang, Gallery Dida, Graz, Österreich, 1999
- Red Memory, Plum Blossoms Gallery, Hongkong, 1999
- Sculptures and Paintings, Salzburg Art Fair, Salzburg, Österreich, 1999
- Wu Shaoxiang, Gallery Daghofer, Leoben, Österreich, 1998
- Blander and Wu Shaoxiang, Funda Gallery, St.Veit/GL, Österreich, 1998
- Wu Shaoxiang and Jiang Shuo, Gallery Zentrum, Graz, Österreich, 1997
- Wu Shaoxiang and Jiang Shuo, Shellanda Company, Klagenfurt, Österreich, 1997
- Sculptor, The Rotunda, Exchange Square, Hongkong, 1996
- Wu Shaoxiang-New Works, Gallery Kolly, Graz, Österreich, 1996
- The Art of Coining, Hanart Gallery, Taipeh, Taiwan, 1995
- Recent Sculptures, Plum Blossoms Gallery, Hongkong, 1994
- Sculptures and Paintings, Gallery Zentrum, Graz, Österreich, 1993
- Sculptures and Paintings, Europe House, Klagenfurt, Österreich, 1993
- Sculptures and Paintings, Gallery Nemenz, Judenberg, Österreich, 1992
- Sculptures and Paintings, Gallery Akzent K, Stuttgart, Deutschland, 1991
- Sculptures, Galleria d’Arte Teroema, Florenz, Italien, 1991
- Apple, Messe Palast, Wien, Österreich, 1991
- Sculptures and Paintings, Gallery Burg Montendorf, Salzburg, Österreich, 1991
- Sculptures and Paintings, Raiffeisen Galerie, Klagenfurt, Österreich, 1991
- Gemeinsam mit Jiang Shuo, Culture House, Knittelfeld, Österreich, 1991
- Sculptures and Paintings, City Hall Gallery, Klagenfurt, Österreich, 1990
- Dream, China National Art Gallery, Peking, Volksrepublik Chin, 1988
- Sculptures, Central Academy of Arts and Design, Peking, Volksrepublik China, 1987
- Two and Three Dimension, gemeinsam mit Chen Xiaoyu, Central Academy of Fine Arts, Peking, Volksrepublik China, 1985[15]

## Gruppenausstellungen
- Chinese Dreams: Yi Kai and Wu Shaoxiang, Alisan Fine Arts, Hong Kong, 2018
- Redefining the City with Context • Beyond the Wall: Xi’an Contemporary Art Exhibition 2018, Xi’an Art Museum, Xi’an, China, 2018
- Money in Art, Kunst im Traklhaus, Salzburg,  Österreich, 2018
- Insight, Pingshan International Sculpture Exhibition, Shenzhen, Volksrepublik China, 2018
- Contemporary Chinese Art, Schütz Fine Art-Chinese Department, Wien, Österreich, 2017
- 20 years Schütz Fine Art, Schütz Fine Art, Wien, Österreich, 2015
- Art Landing Singapore, präsentiert von Linda Gallery, Singapur, 2014
- Da Xiang You xin – Contemporary Chinese Sculpture Today, Songzhuan Art Centre, Peking, Volksrepublik China, 2013
- Greeting with their Heart and Blood, 798 Linda Art Centre, Peking, Volksrepublik China, 2010
- China International Gallery Exposition 2007, Peking, Volksrepublik China, 2007
- ArtSingapore 2006, Singapur, 2006
- The International Asian Art Fair, The Armoury, New York, Vereinigte Staaten, 2003
- Sculptures, Elizabeth Weiner Fine Art Gallery, Santa Monica, California, Vereinigte Staaten, 2003
- Configurations, Plum Blossoms Gallery, New York, Hongkong, 2002
- International Biennial of Contemporary Art Austria, Hüttenberg, Österreich, 2002
- The International Pavilion of Palm Beach, Art Palm Beach, Florida, Vereinigte Staaten, 2001
- Salon de Mars, Genf, Schweiz, 2001
- Chinese Figure, Hanart Gallery, Hongkong, 2000
- The 20th Century Art, The Armoury, New York, Vereinigte Staaten, 2000
- Goedhuis Contemporary, London, Vereinigtes Königreich, 2000
- Contemporary Austrian Painter, The Rotunda, Exchange Square, Hongkong, 1998
- Contemporary Austrian Painter, The Rotunda, Exchange Square, Hongkong, 1997
- Table for Two, LKF Gallery, Hongkong, 1996
- The Collector's View, Hanart Gallery, Hongkong, 1996
- Budapest Art Expo, Budapest, Ungarn, 1995
- New Trends Art Hong Kong, Hong Kong Convention and Exhibition Centre, Hongkong, 1994
- Tresors Singapore, World Trade Centre, Singapur, 1994
- The Spirit of Times, Gallery Hinteregger, St. Pölten, Österreich, 1993
- Packaged Art, Bündner Kunstmuseum, Chur, Schweiz, 1990
- Avant-garde China, China National Art Gallery, Peking, Volksrepublik China, 1989
- New Expressionism in China, China National History Museum, Peking, Volksrepublik China, 1989
- 30 Years The Central Academy of Arts & Design, Central Academy of Arts and Design, Peking, Volksrepublik China, 1988
- Works by Young Beijing Artist, China National Art Gallery, Peking, Volksrepublik China, 1987
- Contemporary Chinese Fine Art, Toronto Exhibition Hall, Toronto, Kanada, 1987
- Excellent Chinese Urban Sculptures, China National Art Gallery, Peking, Volksrepublik China, 1987
- Tradition and Modern – New Sculptures, China National Art Gallery, Peking, Volksrepublik China, 1987
- National Sculpture Exhibition, China National Art Gallery, Peking, Volksrepublik China, 1986
- New Works from Jingdezhen Ceramics Institute, Jingdezhen, 1982
- Ceramics Museum, Jingdezhen, Volksrepublik China, 1982
- Jiang Xi Province Art Exhibition, Jiang Xi Revolution Museum, Nanchang, Volksrepublik China, 1981
- National Art Academy's Drawing Exhibition, China Art Academy, Hangzhou, Volksrepublik China, 1981[16]

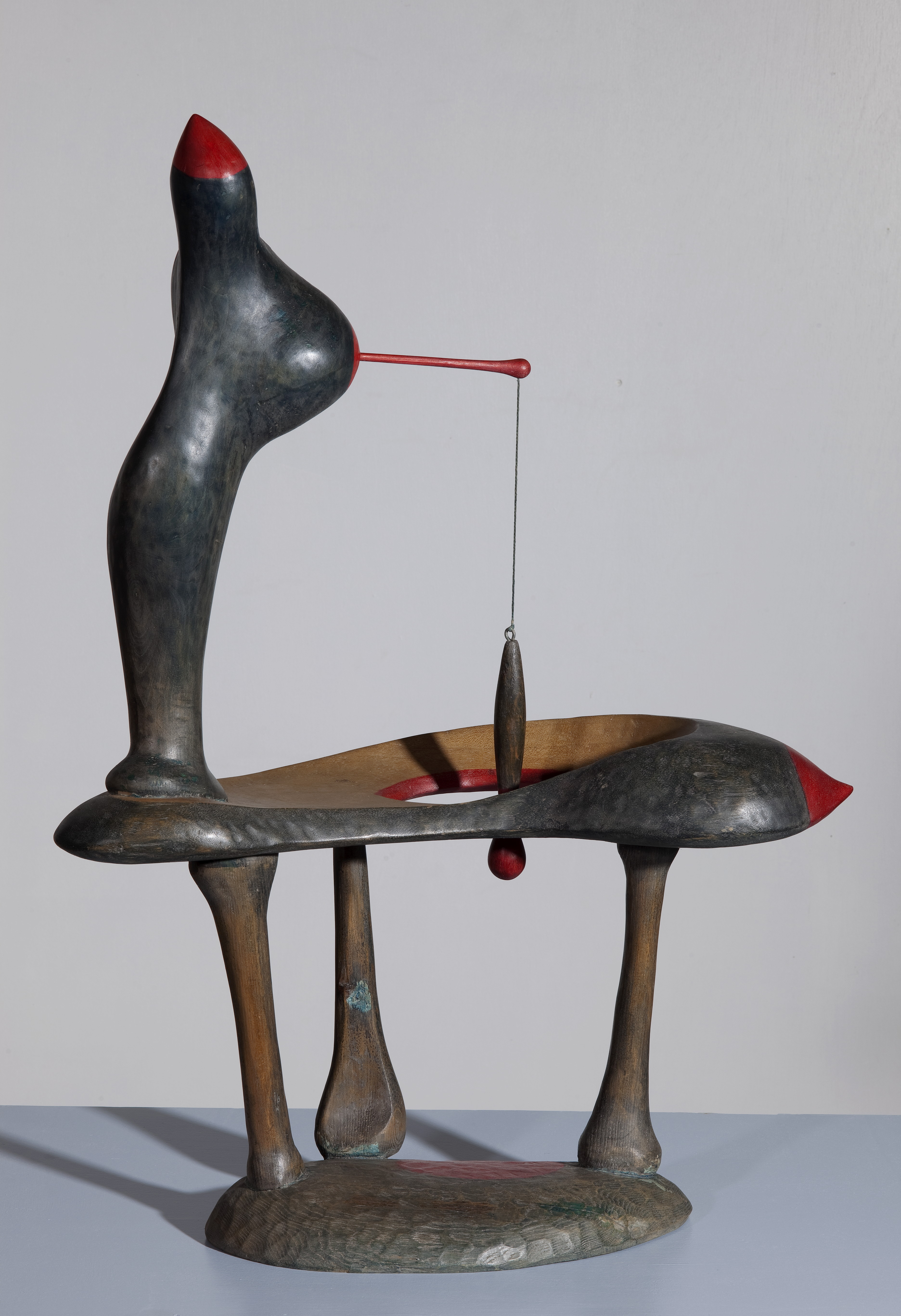
Shoe, 1986, Holz, Bamboo und Seil, 92 cm

## Ausgewählte Werke
- Torso from the Louvre, Bronze, 139 × 58 × 34 cm, Schütz Fine Art – Chinese Department, Wien, Österreich, 2018
- Naked Nike, Bronze und Edelstahl, 178 × 60 × 75 cm, Schütz Fine Art – Chinese Department, Wien, Österreich, 2016
- Fruits of Paradise, Bronze patiniert, 92 × 111 × 60 cm, Schütz Fine Art – Chinese Department, Wien, Österreich, 2008. Gemeinsam mit Jiang Shuo
- Coining MoMA-Brâncuși, Tree, H.M.Z. Foundation, Fohnsdo, 2003
- Coining MOMA-Maillol. Shillingmünzen, 95 × 58 × 43 cm. 2001. Schütz Fine Art – Chinese Department, Wien, Österreich, 2001–2006
- Head From British Museum, Bowl, Torso, Cyber Club, Hongkong, 2003
- Family III (fountain), Singulus, Umag, Kroatien, 2003
- Harmonious (fountain), Wolkensberg Foundation, Klagenfurt, Österreich, 2002
- Clouds VI, Celebrity Cruises, Miami, United States, 2002
- Torso From Louvre, RBB Bank Spittal, Spittal an der Drau, Österreich, 2002
- Deng Xiaoping Souvenir Badge, Wadsworth Collection, New York, Vereinigte Staaten, 2001
- Patrick, Schloss Pakein, Grafenstein, Österreich, 2001
- Pomegrante, Barmherzige Brüder Krankenhaus, St. Veit, Österreich, 2001
- Circulate, Volksbank Kärnten Süd, Klagenfurt, Österreich, 2001
- Fountain, Villa Ried, St.Veit, Österreich, 2000
- Mao, Venus From British Museum, Crow Art Museum, Dallas, United States, 1999
- Man On Peach, Hypo Landesbank, Klagenfurt, Österreich, 1999
- Venus, RBB Bank, Klagenfurt, Österreich, 1998
- Cloud, Villa Borovnik, Ferlach, Österreich, 1998
- Goddess, Beijing Silver Tower, Peking, China, 1998
- Gentle Breath, Björn Borg Collection, Stockholm, Sweden, 1997
- Coin, Control Bank, Wien, Österreich, 1997
- Venus, RBB Bank, Klagenfurt, Österreich, 1997
- Sepe, Eissportzentrum Klagenfurt, Klagenfurt, Österreich, 1997
- Family (fountain), Starmann Company, Klagenfurt, Österreich, 1996
- Torso, Schwarzneger Art collection, Los Angeles, United States, 1996
- Winged Source (fountain), Ford Sintsching, Klagenfurt, Österreich, 1995
- Banana, Hanart Gallery, Hongkong, 1995
- The Moon, Renaissance Hotel, Hongkong, 1995
- The Great Venus of 20th Century, New World Centre, Kowloon, Hongkong, 1995
- Gentle Breath, New World Hotel, Shenzhen, China, 1995
- Harmonius, Italienischer Marmor, 46 × 56 × 15 cm, Schütz Fine Art – Chinese Department, Wien, Österreich, 1994
- The Seed of Jade, RBB Bank, Klagenfurt, Österreich, 1994
- The Great Venus of 20th Century, Wing on Art Collection St. Paul, De Veuce, Frankreich, 1994
- Head, Klagenfurt Stadtgalerie, Klagenfurt, Österreich, 1994
- Inner Movement, DAF Aichwalder, Klagenfurt, Österreich, 1993
- Flutist, Haus Hinteregger, St. Pölten, Österreich, 1993
- Window, Raiffeisenlandesbank, Klagenfurt, Österreich, 1993
- Hand (Fountain), Köck Villa, Velden, Österreich, 1992
- Telephon, Gallery Akzent K, Stuttgart, Deutschland, 1992
- Apple, Österreichische Nationalbank, Wien, Österreich, 1991
- Sitting Girl, Treibach Sportzentrum, Treibach, Österreich, 1991
- Heavenly Dog, Hardy Collection Museum, Pörtschach, Österreich, 1991
- Gentle Breath, Oesterreichische Nationalbank, Wien, Österreich, 1990
- Dancing Spirit, Stroh Centre, Klagenfurt, Österreich, 1990
- Victory, The Revolution Monument, Shijiazhuang City, Shijiazhuang, China, 1988
- City Symbol Sculpture, Luzhu City, China, 1988
- Meditation, Europe Sculpture Park, Klagenfurt, Österreich, 1988
- The Four Feelings, China Association of letters and Arts, Peking, China, 1987
- The See of Knowledge, Central University of Finance, Peking, China, 1987
- Masks, Beijing International Hotel, Peking, China, 1987
- Bath, The Central Academy of Arts and Design, Peking, China, 1987

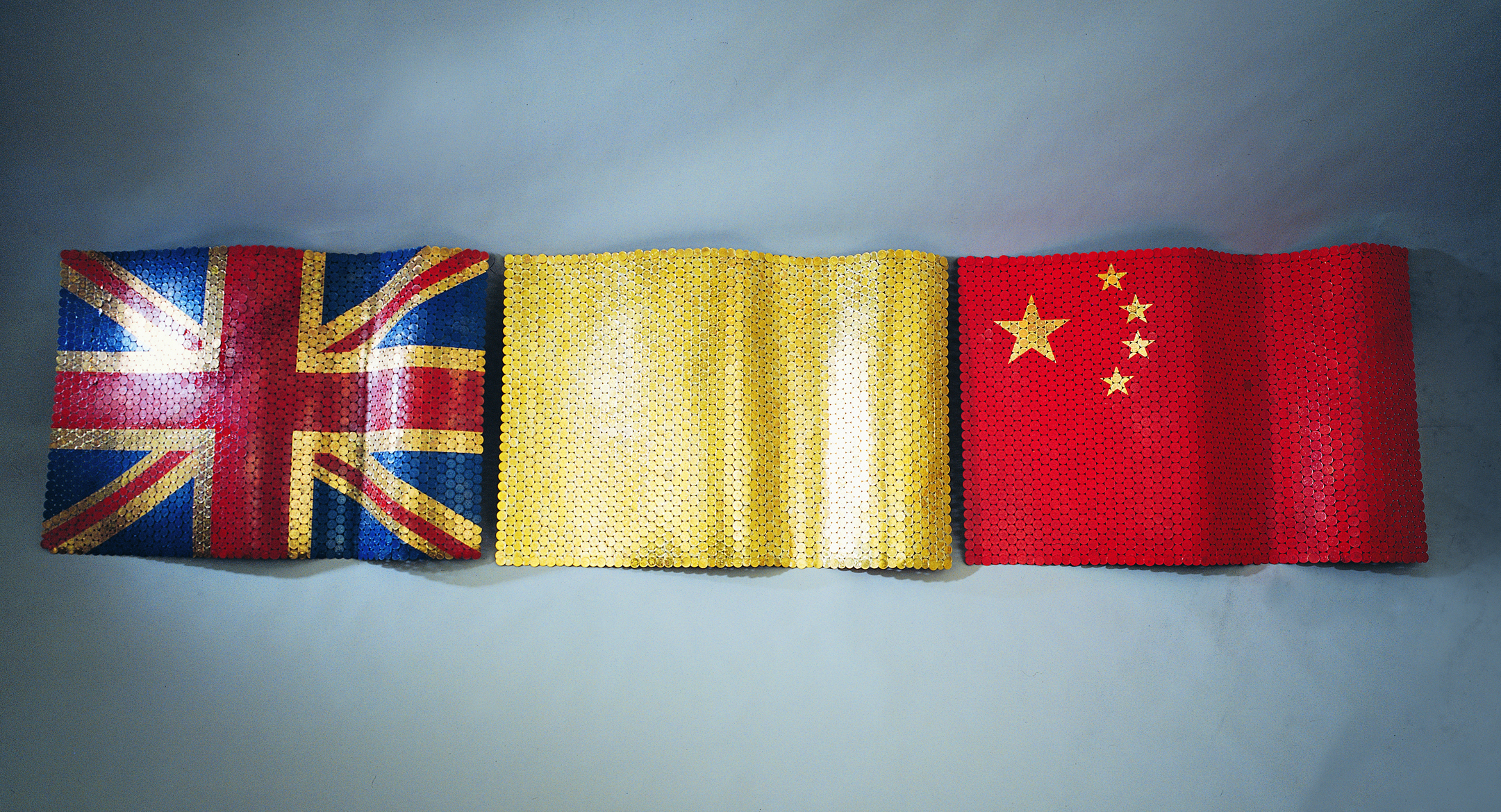
The Flags of Hong Kong, 1994, Hong Kong Dollar-Münzen, 70 × 313 × 9 cm, Hong Kong Art Museum Sammlung

- The Flags of Hong Kong, 1994, Hong Kong Dollar-Münzen, 70 × 313 × 9 cm, Hong Kong Art Museum SammlungSpring, Bin River Park, Beijing City Government, Peking, China, 1986